# Lee Yeong-ha
Lee Yeong-ha (koreanisch 이영하; * 10. November 1956 in Seoul; † 25. Februar 2019) war ein südkoreanischer Eisschnellläufer.

## Werdegang
Lee trat international erstmals bei den Juniorenweltmeisterschaften 1975 in Strömsund in Erscheinung, wobei er den achten Platz im Kleinen Vierkampf errang. In der Saison 1975/76 belegte er bei der Mehrkampfweltmeisterschaft 1976 in Heerenveen den 18. Platz im Großen Vierkampf und bei den Olympischen Winterspielen 1976 in Innsbruck den 22. Platz über 500 m, den 18. Rang über 1500 m, den 15. Platz über 1000 m sowie den 11. Platz über 5000 m. Zudem wurde er in Madonna di Campiglio Juniorenweltmeister im Kleinen Vierkampf. In den folgenden Jahren kam er bei der Sprintweltmeisterschaft 1978 in Lake Placid auf den 12. Platz, bei der Sprintweltmeisterschaft 1979 in Inzell auf den 21. Rang im Sprint-Mehrkampf und bei den Olympischen Winterspielen 1980 in Lake Placid jeweils auf den 22. Platz über 1000 m und 1500 m sowie auf den 19. Rang über 500 m. In der Saison 1981/82 lief er bei der Sprintweltmeisterschaft 1982 in Alkmaar auf den 23. Platz im Sprint-Mehrkampf und bei der Mehrkampfweltmeisterschaft 1982 in Assen auf den 28. Rang im Großen Vierkampf. Im folgenden Jahr errang er bei der Sprintweltmeisterschaft in Helsinki den 24. Platz im Sprint-Mehrkampf. Bei den Olympischen Winterspielen 1984 in Sarajevo belegte er jeweils den 28. Platz über 500 m und 1000 m, jeweils den 27. Rang über 5000 m und 10.000 m sowie den 23. Platz über 1500 m. Er beendete im Jahr 1985 seine Karriere und war in den 1990er Jahren Trainer der südkoreanischen Eisschnelllaufmannschaft. Im Februar 2019 starb er an einen Gallenblasenkarzinom.

## Erfolge

### Olympische Spiele
- 1976 Innsbruck: 11. Platz 5000 m, 15. Platz 1000 m, 18. Platz 1500 m, 22. Platz 5000 m
- 1980 Lake Placid: 19. Platz 500 m, 22. Platz 1000 m, 22. Platz 1500 m
- 1984 Sarajevo: 23. Platz 1500 m, 27. Platz 5000 m, 27. Platz 10.000 m, 28. Platz 500 m, 28. Platz 1000 m

### Mehrkampf-Weltmeisterschaften
- 1976 Heerenveen: 18. Platz Großer Vierkampf
- 1979 Oslo: 19. Platz Großer Vierkampf
- 1982 Assen: 28. Platz Großer Vierkampf

### Sprint-Weltmeisterschaften
- 1978 Lake Placid: 12. Platz Sprint-Mehrkampf
- 1979 Inzell: 21. Platz Sprint-Mehrkampf
- 1982 Alkmaar: 23. Platz Sprint-Mehrkampf
- 1983 Helsinki: 24. Platz Sprint-Mehrkampf

## Persönliche Bestzeiten
| Disziplin | Zeit         | Datum             | Ort    |
| --------- | ------------ | ----------------- | ------ |
| 500 m     | 38,40 s      | 29. Dezember 1982 | Seoul  |
| 1000 m    | 1:17,76 min  | 29. Dezember 1983 | Inzell |
| 1500 m    | 2:01,71 min  | 10. Dezember 1983 | Inzell |
| 3000 m    | 4:13,49 min  | 10. Dezember 1983 | Inzell |
| 5000 m    | 7:14,88 min  | 17. Dezember 1983 | Inzell |
| 10.000 m  | 15:16,84 min | 22. Januar 1984   | Inzell |